# Rewilding Europe
A Rewilding Europe é uma organização sem fins lucrativos com sede em Nijmegen, na Holanda, dedicada a criar paisagens renaturalizadas em todo o Continente Europeu. Os esforços do grupo contribuíram para recuperar o número de indivíduos de espécies anteriormente ameaçadas de extinção, como o bisonte-europeu e o lince-ibérico.

## História
A Rewilding Europe foi oficialmente fundada a 28 de junho de 2011 como uma fundação independente e sem fins lucrativos (status ANBI) registada nos Países Baixos. Os quatro co-fundadores da Rewilding Europe são Frans Schepers, Staffan Widstrand, Neil Birnie, e Wouter Helmer.

## Locais
A Rewilding Europe está ativamente envolvida em dez áreas de renaturalização localizadas em 12 países europeus.

### Área de renaturalização do Grande Vale do Côa

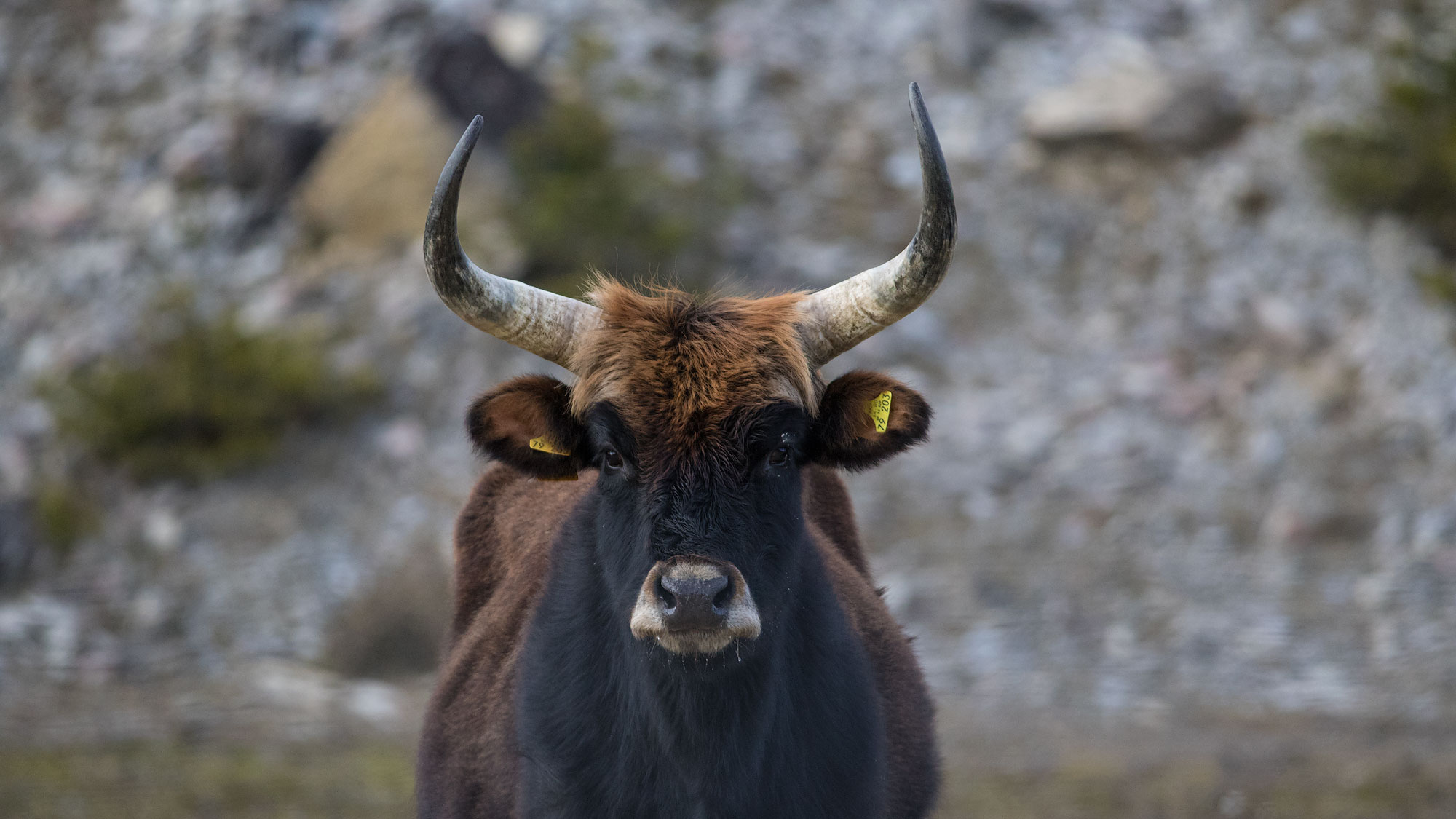
Exemplar de Tauros na Alemanha

A área de renaturalização do Grande Vale do Côa localiza-se em Portugal, no Vale do Rio Côa, junto à fronteira com Espanha. Aqui, a Rewilding Europe, juntamente com a Rewilding Portugal está a tentar aumentar o número de animais selvagens e semi-selvagens, como lobos, cavalos e bovinos. Devido ao despovoamento e ao abandono das terras, houve uma diminuição significativa do pastoreio, o que provocou uma sucessão natural e mais cobertura vegetal nas paisagens. A organização promove o pastoreio como ferramenta para diminuir o risco de incêndio. A organização afirma que mais gado "selvagem" levará a "paisagens em mosaico" mais diversificadas, o que poderá melhorar as condições para as populações de corços e outras espécies, incluindo algumas extintas na região, como o íbex ibérico. Além da promoção do pastoreio de conservação, a organização também se ocupa da promoção do ecoturismo e da defesa de direitos para convencer o governo português a reservar mais terras para a criação de um corredor biológico.
Um dos principais projetos implementados no Vale do Côa é o Programa Tauros, que visa repopular a região com auroques, antepassados de todo o gado doméstico, e que foram em tempos uma espécie-chave no Grande Vale do Côa. Utilizando técnicas de "back-breeding", cruzam-se raças de gado com características desejadas para recriar um bovino que se aproxime fisicamente, comportamentalmente e geneticamente ao auroque original. O programa iniciou-se em 2008 e, em 2023, foram soltos os primeiros tauros na região, dando-se um grande passo recriar as paisagens de há 20.000 anos. O plano é que em 2025 as manadas estejam totalmente preparadas para a vida selvagem.
Em 2024, foi a vez do bisonte-europeu, que também teve alguns exemplares a serem reinseridos em Portugal.